# CTBP2
CTBP2 (англ. C-terminal binding protein 2) – білок, який кодується однойменним геном, розташованим у людей на короткому плечі 10-ї хромосоми. Довжина поліпептидного ланцюга білка становить 445 амінокислот, а молекулярна маса — 48 945.
| 10         |  | 20         |  | 30         |  | 40         |  | 50         |
| ---------- |  | ---------- |  | ---------- |  | ---------- |  | ---------- |
| MALVDKHKVK |  | RQRLDRICEG |  | IRPQIMNGPL |  | HPRPLVALLD |  | GRDCTVEMPI |
| LKDLATVAFC |  | DAQSTQEIHE |  | KVLNEAVGAM |  | MYHTITLTRE |  | DLEKFKALRV |
| IVRIGSGYDN |  | VDIKAAGELG |  | IAVCNIPSAA |  | VEETADSTIC |  | HILNLYRRNT |
| WLYQALREGT |  | RVQSVEQIRE |  | VASGAARIRG |  | ETLGLIGFGR |  | TGQAVAVRAK |
| AFGFSVIFYD |  | PYLQDGIERS |  | LGVQRVYTLQ |  | DLLYQSDCVS |  | LHCNLNEHNH |
| HLINDFTIKQ |  | MRQGAFLVNA |  | ARGGLVDEKA |  | LAQALKEGRI |  | RGAALDVHES |
| EPFSFAQGPL |  | KDAPNLICTP |  | HTAWYSEQAS |  | LEMREAAATE |  | IRRAITGRIP |
| ESLRNCVNKE |  | FFVTSAPWSV |  | IDQQAIHPEL |  | NGATYRYPPG |  | IVGVAPGGLP |
| AAMEGIIPGG |  | IPVTHNLPTV |  | AHPSQAPSPN |  | QPTKHGDNRE |  | HPNEQ      |

A: Аланін

C: Цистеїн

D: Аспарагінова кислота

E: Глутамінова кислота

F: Фенілаланін

G: Гліцин

H: Гістидин

I: Ізолейцин

K: Лізин

L: Лейцин

M: Метіонін

N: Аспарагін

P: Пролін

Q: Глутамін

R: Аргінін

S: Серин

T: Треонін

V: Валін

W: Триптофан

Кодований геном білок за функціями належить до оксидоредуктаз, репресорів, фосфопротеїнів. 
Задіяний у таких біологічних процесах, як взаємодія хазяїн-вірус, транскрипція, регуляція транскрипції, диференціація клітин, альтернативний сплайсинг. 
Білок має сайт для зв'язування з НАД. 
Локалізований у ядрі, клітинних контактах, синапсах.